# Gand-Wevelgem 1974
La Gand-Wevelgem 1974, trentaseiesima edizione della corsa, si svolse il 2 aprile su un percorso di 244 km, con partenza a Gand e arrivo a Wevelgem. Fu vinta dal britannico Barry Hoban della Gan-Mercier-Hutchinson davanti ai belgi Eddy Merckx e Roger De Vlaeminck. Fu la prima vittoria di un ciclista britannico nella storia di questa competizione.

## Ordine d'arrivo (Top 10)
| Pos. | Corridore          | Squadra                        | Tempo    |
| ---- | ------------------ | ------------------------------ | -------- |
| 1    | Barry Hoban        | Gan-Mercier-Hutchinson         | 5h30'00" |
| 2    | Eddy Merckx        | Molteni                        | s.t.     |
| 3    | Roger De Vlaeminck | Brooklyn                       | s.t.     |
| 4    | Alain Santy        | Gan-Mercier-Hutchinson         | s.t.     |
| 5    | Eric Leman         | M.I.C.-Ludo-De Gribaldy        | s.t.     |
| 6    | Freddy Maertens    | Carpenter-Confortluxe-Flandria | s.t.     |
| 7    | Walter Planckaert  | Watney-Maes Pils               | s.t.     |
| 8    | Walter Godefroot   | Carpenter-Confortluxe-Flandria | s.t.     |
| 9    | Frans Verbeeck     | Watney-Maes Pils               | s.t.     |
| 10   | Roger Swerts       | Ijsboerke-Colner               | s.t.     |